# 牟崇光
牟崇光（1930年—），男，山东栖霞人，中国作家，曾任中国作家协会山东分会副主席。